# 利文斯通擬麗鱼
利文斯通擬麗魚，為輻鰭魚綱鱸形目隆頭魚亞目慈鯛科的其中一種，分布於非洲馬拉威湖東南部流域，體長可達15公分，棲息在沙底質底層水域，雄魚具有領域性，以腹足類的殼為巢穴，屬雜食性，可作為觀賞魚。

## 擴展閱讀
維基物種上的相關：利文斯通擬麗魚